# ليزلي لويس
ليزلي لويس (بالإنجليزية: Leslie Lewis) هي عداءة مراثونية أمريكية، ولدت في 13 فبراير 1955.